# Anwar Pasha Turki
Anwar Pasha Turki (ur. 8  sierpnia 1926, zm. 22 lutego 2004 w Karaczi) – pakistański bokser.
Uczestniczył w Letnich Igrzyskach Olimpijskich, w 1948 roku, odpadł w pierwszej rundzie w wadze półśredniej po przegranej walce z Alexem Obeysekere. Podczas Letnich Igrzysk Olimpijskich, w 1952 roku, także przegrał w pierwszej rundzie poprzez techniczny nokaut z Hendrikiem van der Linde ze Związku Południowej Afryki.